# Конаково (городское поселение)
Город Конаково — муниципальное образование со статусом городского поселения в Конаковском районе Тверской области Российской Федерации.
Административный центр — город Конаково.

## История
Статус и границы городского поселения установлены Законом Тверской области от 28 февраля 2005 года N 31-зо «Об установлении границ муниципальных образований, входящих в состав территории муниципального образования Тверской области "Конаковский район", и наделении их статусом городского, сельского поселения»

## Население
| 2010    | 2011    | 2012    | 2013    | 2014    | 2015    | 2016    |
| ------- | ------- | ------- | ------- | ------- | ------- | ------- |
| 42 094  | ↘42 003 | ↗42 113 | ↘42 012 | ↗42 225 | ↘41 372 | ↘40 616 |
| 2017    | 2018    | 2019    | 2020    | 2021    |         |         |
| ↘40 067 | ↘39 202 | ↘38 236 | ↘37 123 | ↘34 208 |         |         |

## Состав городского поселения
В состав муниципального образования входят 7 населённых пунктов:
| № | Населённый пункт | Тип населённого пункта | Население |
| - | ---------------- | ---------------------- | --------- |
| 1 | Белавино         | деревня                | 90        |
| 2 | Вахромеево       | деревня                | 123       |
| 3 | Карачарово       | деревня                | 323       |
| 4 | Конаково         | город                  | ↘33 560   |
| 5 | Речицы           | деревня                | 16        |
| 6 | Шумново          | деревня                | 27        |
| 7 | Энергетик        | посёлок                | 224       |